# Tecnologia móvel
Toda tecnologia que permite seu uso durante a movimentação do usuário é uma tecnologia móvel.
A tecnologia móvel não é apenas uma invenção, ela pode ser considerada uma revolução, pois foi capaz de atingir o cotidiano das pessoas e fazer parte da vida delas, modificando suas rotinas e formas de tomar decisões. Muitas pessoas não vivem sem celular, outras estão 24 horas disponíveis e as encontramos em qualquer lugar, algumas não abrem mão de estarem com seu smartphone conectado na Internet e ao mesmo tempo se deslocando pela casa. Tudo isso só foi possível através da evolução da tecnologia móvel, que nos diversos dispositivos, como por exemplo na telecomunicação, onde podemos citar os celulares, redes wireless, Wi-Fi, Bluetooth, GSM, CDMA, SmartPhones. Outro exemplo seriam os computadores portáteis, destes citamos os tablets e notebooks.
A mobilidade iniciou como uma facilidade, mas hoje em dia tornou-se uma necessidade. Mas porque a evolução deste segmento foi tão rápida? Simples. Porque este tipo de tecnologia permite o acesso a dados e informações em qualquer momento e em qualquer lugar. Isto torna-se um poderoso atrativo.
Este tipo de investimento também começa a atingir as empresas de médio e grande porte, pois esta não é somente uma opção para facilitar tarefas particulares, mas é também uma oportunidade de melhorar na gestão de negócios, podendo integrar dispositivos móveis com sistemas de gestão e e-business. É importante o investimento na mobilidade também para o atendimento ao cliente, pois estabelece muitas opções de interatividade com o mesmo.
A mobilidade popularizou-se principalmente pelo lançamento e evolução de handhelds (entende-se palm) e de telefones celulares. Destacaremos neste artigo os computadores de mão. O produto foi criado por Jeff Hawkings e lançado no mercado em abril de 1996. Além da Palm Jeff fundou a Handspring, empresa historicamente ligada a evolução dos computadores de mão. A palm posteriormente foi divididade em duas empresas: a palmOne, responsável pela industrialização dos equipamentos e a palmSource, responsável pelo sistema operacional Palm OS, desenvolvido por Hawkings.